# Čichundordž
Čichundordž (mongolsky Чахундорж, Чимэддорж Очир сайн хаан, Čachundorž, Čimeddorž Očir Sajn-chán; 1634–1698) byl mongolským Tüšetü-chánem, vládl od roku 1655. Byl synem a nástupcem Gombodordže, třetího Tüšetü-chána.

## Život
Čichundordž (mandžuská forma tibetského jména Čimid-dordži) byl třetím synem Gombodordže, třetího mongolského Tüšetü-chána. Po smrti otce roku 1655 převzal vládu nad jeho údělem v chalchském Mongolsku (to jest Mongolsku severně od pouště Gobi, Chalchu si dělili Tüšetü-chánové, Dzasagtu-chánové a Cecen-chánové).
Začátkem 80. let se dostal do dlouholetého konfliktu s Cecen-chánem Cengunem, kterého podpořil džúngarský chán Galdan. Válku s Džúngary Čichundordž prohrál a byl nucen hledat pomoc u mandžuské říše Čching. Jako spojenec Čchingů současně s válkou s Džúngary útočil na Rusko (mimo jiné roku 1688 jeho vojsko neúspěšně obléhalo Selenginský ostroh).
Po neúspěších v bojích s Rusy a porážce od Džúngarů Čichundordžovi a jeho bratru Dzanabadzarovi nezbylo než roku 1691 se svými nojony a tajši na daljnúrském sjezdu přijmout čchingské poddanství, chalchské Mongolsko se tím stalo částí čchingské říše.